# Ollignies
Ollignies (Woelingen in olandese) è una località belga, situata nella provincia vallona dell'Hainaut. Già comune autonomo, nel 1977 si fuse con Lessines.

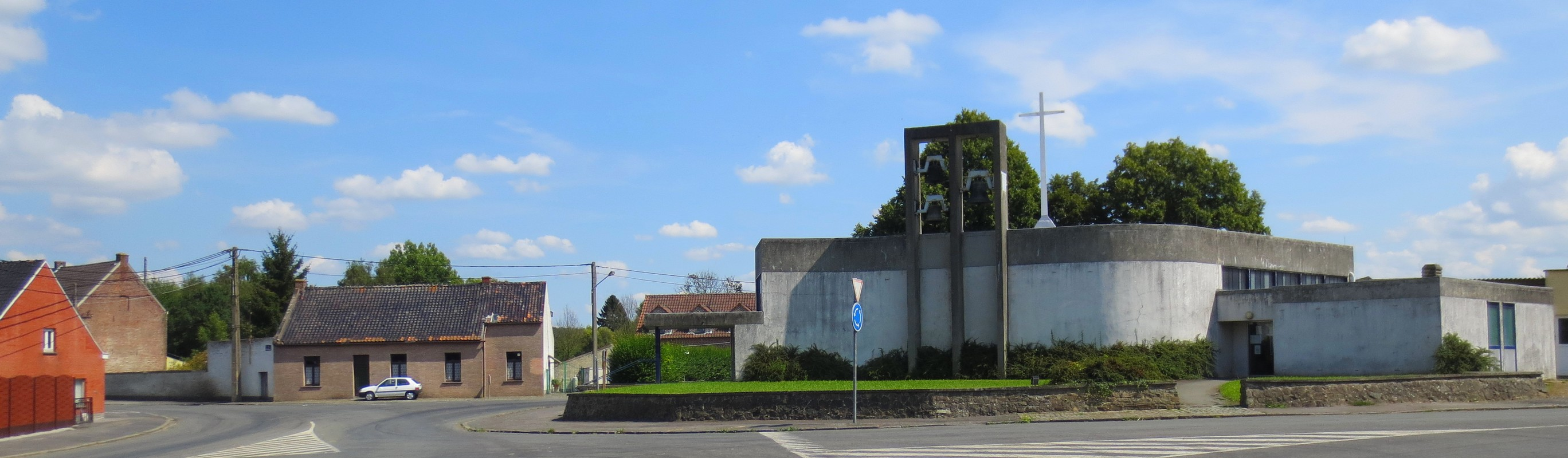
Ollignies

Il comune si estendeva su una superficie di 9,06 km² e nel 1976 contava 1 296 abitanti.